# Danh sách đề cử và chiến thắng WeChoice Awards

Dưới đây là danh sách chi tiết các hạng mục được trao của WeChoice Awards theo từng năm.

## 2014

### Hạng mục chính
| Đề cử                      | Top 10 nhân vật ảnh hưởng của năm 2014 | Người truyền cảm hứng của năm 2015 |
| -------------------------- | -------------------------------------- | ---------------------------------- |
| Hoài Linh                  | Đoạt giải                              |                                    |
| Sơn Tùng MTP               | Đoạt giải                              | Đoạt giải                          |
| Mỹ Tâm                     | Đoạt giải                              |                                    |
| U19 Việt Nam               | Đoạt giải                              |                                    |
| Đỗ Nhật Nam                | Đoạt giải                              | Đoạt giải                          |
| Nguyễn Hà Đông             | Đoạt giải                              | Đoạt giải                          |
| Chi Pu                     | Đoạt giải                              |                                    |
| PGS. Văn Như Cương         | Đoạt giải                              |                                    |
| Toshiya Miura              | Đoạt giải                              |                                    |
| Lại Bắc Hải Đăng           | Đoạt giải                              |                                    |
| Adrian Anh Tuấn - Sơn Đoàn | Đề cử                                  |                                    |
| Hoàng Thị Yên              | Đề cử                                  |                                    |
| Trần Lực                   | Đề cử                                  |                                    |
| Nguyễn Minh Tân            | Đề cử                                  |                                    |
| Nguyễn Chí Long            | Đề cử                                  |                                    |
| Quốc Trung                 | Đề cử                                  |                                    |
| Lý Quý Khánh               | Đề cử                                  |                                    |
| Nguyễn Thế Hoàn            | Đề cử                                  |                                    |
| Đào Chi Anh                | Đề cử                                  |                                    |
| Võ Trọng Nghĩa             | Đề cử                                  | Đoạt giải                          |
| Nguyễn Hoàng Điệp          | Đề cử                                  |                                    |
| Võ Mỹ Linh                 | Đề cử                                  |                                    |
| Hoàng Đức Minh             | Đề cử                                  |                                    |
| Nhà báo Trần Đăng Tuấn     | Đề cử                                  | Đoạt giải                          |

### Hạng mục âm nhạc
| Giải thưởng           | Đề cử                     | Kết quả   |
| --------------------- | ------------------------- | --------- |
| Nữ ca sĩ trẻ của năm  | Khởi My                   | Đoạt giải |
| Nữ ca sĩ trẻ của năm  | Đông Nhi                  | Đề cử     |
| Nữ ca sĩ trẻ của năm  | Vũ Cát Tường              | Đề cử     |
| Nữ ca sĩ trẻ của năm  | Bích Phương               | Đề cử     |
| Nữ ca sĩ trẻ của năm  | Văn Mai Hương             | Đề cử     |
| Nam ca sĩ trẻ của năm | Hoài Lâm                  | Đoạt giải |
| Nam ca sĩ trẻ của năm | Sơn Tùng MTP              | Đề cử     |
| Nam ca sĩ trẻ của năm | Noo Phước Thịnh           | Đề cử     |
| Nam ca sĩ trẻ của năm | Trung Quân Idol           | Đề cử     |
| Nam ca sĩ trẻ của năm | Trúc Nhân                 | Đề cử     |
| Bài hát của năm       | Chắc ai đó sẽ về          | Đoạt giải |
| Bài hát của năm       | Trót yêu                  | Đề cử     |
| Bài hát của năm       | Gạt đi nước mắt           | Đề cử     |
| Bài hát của năm       | Nắm lấy tay anh           | Đề cử     |
| Bài hát của năm       | Bốn chữ lắm               | Đề cử     |
| Sự kết hợp của năm    | Sơn Tùng M-TP - Slim V    | Đoạt giải |
| Sự kết hợp của năm    | Tiên Tiên - Thuỳ Chi      | Đề cử     |
| Sự kết hợp của năm    | Đông Nhi - Đỗ Hiếu        | Đề cử     |
| Sự kết hợp của năm    | Tóc Tiên - Hoàng Touliver | Đề cử     |
| Sự kết hợp của năm    | Mỹ Linh - Mỹ Anh          | Đề cử     |

### Địa điểm yêu thích nhất
| Địa điểm  | Kết quả   |
| --------- | --------- |
| Đà Nẵng   | Đoạt giải |
| Hà Nội    | Đề cử     |
| Sài Gòn   | Đề cử     |
| Nha Trang | Đề cử     |
| Hội An    | Đề cử     |
| Sapa      | Đề cử     |
| Phú Quốc  | Đề cử     |
| Đà Lạt    | Đề cử     |

## 2015

#### Hạng mục chính[2][3]
| Đề cử                     | Mô tả | Nhân vật truyền cảm hứng | Đại sứ truyền cảm hứng |
| ------------------------- | --- | ------------------------ | ---------------------- |
| Anh hùng cứu hộ           | Những người đã xả thân, bất chấp gian nan, thậm chí là nguy hiểm để đưa người khác thoát khỏi bàn tay tử thần trong gang tấc | Đề cử                    |                        |
| Đào Anh Chi               | Doanh nhân | Đề cử                    |                        |
| Trần Mai Anh              | Ekip quỹ Thiện Nhân và Người mẹ                                                                                              | Đoạt giải                |                        |
| Aiden                     | GĐ Công ty ST.319 Entertainment                                                                                              | Đoạt giải                |                        |
| Trần Khắc Ân              | Anh đánh giày câm và chú chó mù                                                                                              | Đoạt giải                |                        |
| Hoàng Ku                  | Stylist, Fashionista | Đoạt giải                |                        |
| Nguyễn Bá Hải             | Tiến sĩ | Đề cử                    |                        |
| Phạm Hương                | Hoa hậu Hoàn vũ Việt Nam 2015                                                                                                | Đoạt giải                |                        |
| Mạc Văn Mỹ                | Người cha giúp con chiến thắng hội chứng Down                                                                                | Đoạt giải                |                        |
| Cao Thị Minh Nghuyệt      | Mẹ của ba người con LGBT | Đề cử                    | Đoạt giải              |
| Đông Nhi                  | Ca sĩ | Đoạt giải                |                        |
| Phòng CSGT Đà Nẵng        | | Đề cử                    | Đoạt giải              |
| Đức Phúc                  | Ca sĩ | Đề cử                    |                        |
| Nhã Phương                | Diễn viên | Đề cử                    |                        |
| PGS. TS. Nguyễn Duy Thăng | Người đầu tiên chữa thành công ung thư ở Việt Nam                                                                            | Đoạt giải                |                        |
| Tiên Tiên                 | Ca sĩ, nhạc sĩ | Đoạt giải                | Đoạt giải              |
| Tóc Tiên                  | Ca sĩ | Đề cử                    |                        |
| Châu Thanh Vũ             | Nghiên cứu sinh tiến sĩ ĐH Harvard                                                                                           | Đề cử                    | Đoạt giải              |
| Victor Vũ                 | Phim 'Tôi thấy hoa vàng trên cỏ xanh'                                                                                        | Đề cử                    |                        |
| Nguyễn Thị Ánh Viên       | VĐV Bơi lội - Cô gái Vàng của thể thao Việt Nam                                                                              | Đoạt giải                | Đoạt giải              |

### Hạng mục giải trí
| Giải thưởng                              | Đề cử                                                             | Kết quả   |
| ---------------------------------------- | ----------------------------------------------------------------- | --------- |
| 5 nghệ sĩ có hoạt động đột phá trong năm | Sơn Tùng M-TP                                                     | Đoạt giải |
| 5 nghệ sĩ có hoạt động đột phá trong năm | Miu Lê                                                            | Đoạt giải |
| 5 nghệ sĩ có hoạt động đột phá trong năm | Tiên Tiên                                                         | Đoạt giải |
| 5 nghệ sĩ có hoạt động đột phá trong năm | Trọng Hiếu                                                        | Đoạt giải |
| 5 nghệ sĩ có hoạt động đột phá trong năm | Victor Vũ                                                         | Đoạt giải |
| 5 nghệ sĩ có hoạt động đột phá trong năm | Chi Pu                                                            | Đề cử     |
| 5 nghệ sĩ có hoạt động đột phá trong năm | Hoàng Touliver                                                    | Đề cử     |
| 5 nghệ sĩ có hoạt động đột phá trong năm | Trấn Thành                                                        | Đề cử     |
| 5 nghệ sĩ có hoạt động đột phá trong năm | Trường Giang                                                      | Đề cử     |
| 5 nghệ sĩ có hoạt động đột phá trong năm | Minh Tú                                                           | Đề cử     |
| 5 nghệ sĩ có hoạt động đột phá trong năm | Trúc Nhân                                                         | Đề cử     |
| 5 nghệ sĩ có hoạt động đột phá trong năm | NTK Lê Thanh Hòa                                                  | Đề cử     |
| 5 nghệ sĩ có hoạt động đột phá trong năm | Trần Ly Ly                                                        | Đề cử     |
| 5 nghệ sĩ có hoạt động đột phá trong năm | NTK Lâm Gia Khang                                                 | Đề cử     |
| 5 nghệ sĩ có hoạt động đột phá trong năm | Nhà thơ Nguyễn Thiên Ngân                                         | Đề cử     |
| Playlist truyền cảm hứng                 | Âm thầm bên em - Sơn Tùng M-TP                                    | Đoạt giải |
| Playlist truyền cảm hứng                 | Không phải dạng vừa đâu - Sơn Tùng M-TP                           | Đoạt giải |
| Playlist truyền cảm hứng                 | Em là bà nội của anh - Tăng Nhật Tuệ, Trọng Hiếu                  | Đoạt giải |
| Playlist truyền cảm hứng                 | Rằng em mãi ở bên - Bích Phương                                   | Đoạt giải |
| Playlist truyền cảm hứng                 | Còn tuổi nào cho em - Trịnh Công Sơn, Miu Lê                      | Đoạt giải |
| Playlist truyền cảm hứng                 | Đưa nhau đi trốn - Đen, Linh Cáo                                  | Đoạt giải |
| Playlist truyền cảm hứng                 | Vì tôi còn sống - Tiên Tiên                                       | Đoạt giải |
| Playlist truyền cảm hứng                 | Vì ai vì anh - Đông Nhi                                           | Đoạt giải |
| Playlist truyền cảm hứng                 | Ngày mai - Tóc Tiên, Hoàng Touliver                               | Đoạt giải |
| Playlist truyền cảm hứng                 | Thật bất ngờ - Trúc Nhân                                          | Đoạt giải |
| Playlist truyền cảm hứng                 | Say you do - Tiên Tiên                                            | Đề cử     |
| Playlist truyền cảm hứng                 | Thái Bình mồ hôi rơi - Sơn Tùng M-TP                              | Đề cử     |
| Playlist truyền cảm hứng                 | Em đi tìm anh - Hồ Ngọc Hà, Noo Phước Thịnh                       | Đề cử     |
| Playlist truyền cảm hứng                 | Chưa bao giờ - Trung Quân                                         | Đề cử     |
| Playlist truyền cảm hứng                 | Chắc ai đó sẽ về - Sơn Tùng M-TP                                  | Đề cử     |
| Playlist truyền cảm hứng                 | Cám ơn người đã rời xa tôi - Phạm Hồng Phước, Suni Hạ Linh        | Đề cử     |
| Playlist truyền cảm hứng                 | Giữ em đi - Thùy Chi                                              | Đề cử     |
| Playlist truyền cảm hứng                 | Y.Ê.U - Khắc Hưng, MIN (St.319)                                   | Đề cử     |
| Playlist truyền cảm hứng                 | Trái Đất tròn không gì là không thể - Phạm Toàn Thắng, Trung Quân | Đề cử     |
| Playlist truyền cảm hứng                 | Shake The Rhythm - Đông Nhi                                       | Đề cử     |
| Playlist truyền cảm hứng                 | Ta là của nhau - Đông Nhi, Ông Cao Thắng                          | Đề cử     |
| Playlist truyền cảm hứng                 | Boom Boom - Đỗ Hiếu, Đông Nhi                                     | Đề cử     |
| Playlist truyền cảm hứng                 | Một nhà - Da LAB                                                  | Đề cử     |
| Playlist truyền cảm hứng                 | Vợ người ta - Phan Mạnh Quỳnh                                     | Đề cử     |
| Playlist truyền cảm hứng                 | Shine Your Light - MIN (St.319), JustaTee                         | Đề cử     |
| Playlist truyền cảm hứng                 | Detiny - Đỗ Hiếu, Hồ Ngọc Hà                                      | Đề cử     |
| Playlist truyền cảm hứng                 | Yêu không nghỉ phép - Only C, Issac                               | Đề cử     |
| Playlist truyền cảm hứng                 | Really Love You - Noo Phước Thịnh                                 | Đề cử     |
| Playlist truyền cảm hứng                 | Daydreams - Soobin Hoàng Sơn                                      | Đề cử     |
| Playlist truyền cảm hứng                 | Là anh - Trang Pháp                                               | Đề cử     |
| Playlist truyền cảm hứng                 | Hold me tonight - Noo Phước Thịnh                                 | Đề cử     |
| Playlist truyền cảm hứng                 | Soái ca - Bảo Uyên                                                | Đề cử     |

### Hạng mục đời sống trẻ
| Giải thưởng                          | Đề cử                               | Kết quả   |
| ------------------------------------ | ----------------------------------- | --------- |
| Món ăn đường phố được yêu thích nhất | Trà Đào                             | Đoạt giải |
| Món ăn đường phố được yêu thích nhất | Chè ngon quán đẹp                   | Đề cử     |
| Món ăn đường phố được yêu thích nhất | Các món ăn vặt của Thái             | Đề cử     |
| Món ăn đường phố được yêu thích nhất | Hoa quả tự múc                      | Đề cử     |
| Món ăn đường phố được yêu thích nhất | Bánh mì Việt Nam                    | Đề cử     |
| Trào lưu thu hút giới trẻ            | Trào lưu nhạc điện tử EDM           | Đoạt giải |
| Trào lưu thu hút giới trẻ            | Trào lưu khoe body chuẩn            | Đề cử     |
| Trào lưu thu hút giới trẻ            | Trào lưu ngôn tình                  | Đề cử     |
| Trào lưu thu hút giới trẻ            | Vũ điệu cồng chiêng                 | Đề cử     |
| Trào lưu thu hút giới trẻ            | Trồng cây lên đầu                   | Đề cử     |
| Sự kiện có ảnh hưởng tới giới trẻ    | Hợp pháp hóa chuyển đổi giới tính   | Đoạt giải |
| Sự kiện có ảnh hưởng tới giới trẻ    | Viet Nam International Fashion Week | Đề cử     |
| Sự kiện có ảnh hưởng tới giới trẻ    | Color me run                        | Đề cử     |

### Hạng mục điểm đến
| Giải thưởng                     | Đề cử                     | Kết quả   |
| ------------------------------- | ------------------------- | --------- |
| Điểm đến tiềm năng              | Đà Lạt                    | Đoạt giải |
| Điểm đến tiềm năng              | Phú Yên                   | Đề cử     |
| Điểm đến tiềm năng              | Bình Thuận                | Đề cử     |
| Điểm đến tiềm năng              | Bản đồ hoa miền Bắc       | Đề cử     |
| Điểm đến tiềm năng              | Fansipan                  | Đề cử     |
| Công trình ghi dấu ấn trong năm | Intercontinental Đà Nẵng  | Đoạt giải |
| Công trình ghi dấu ấn trong năm | Bệnh viện Ung thư Đà Nẵng | Đề cử     |
| Công trình ghi dấu ấn trong năm | Phố đi bộ Nguyễn Huệ      | Đề cử     |
| Công trình ghi dấu ấn trong năm | Asia Park Đà Nẵng         | Đề cử     |
| Công trình ghi dấu ấn trong năm | Cao tốc Hà Nội - Lào Cai  | Đề cử     |
| Công trình ghi dấu ấn trong năm | Safari Vinpearl Phú Quốc  | Đề cử     |
| Công trình ghi dấu ấn trong năm | Aeon Mall Long Biên       | Đề cử     |

## 2016

### Hạng mục chính
| Thông điệp         | Top 5 đại sứ truyền cảm hứng                                                         | Top 10 nhân vật truyền cảm hứng |
| ------------------ | ------------------------------------------------------------------------------------ | --- |
| Cánh buồm cảm hứng | - Cố nghệ sĩ Trần Lập - Trần Bình Phục - Hoàng Xuân Vinh - Phan Anh - Hoàng Thúc Hào | - Trần Lập - Trần Bình Phục - Hoàng Xuân Vinh - Suboi - Phan Anh - Lê Minh Châu - Noo Phước Thịnh - Đội tuyển U19 Việt Nam - Đông Nhi & Ông Cao Thắng - Thế hệ trẻ phòng cháy chữa cháy |

### Hạng mục giải trí
| Nghệ sĩ đột phá                       | Nghệ sĩ nổi bật                     | Âm nhạc Underground                              | Music Video                                                | Giám khảo TV show của năm | Phim điện ảnh được yêu thích nhất | Gương mặt mới của năm |
| ------------------------------------- | ----------------------------------- | ------------------------------------------------ | ---------------------------------------------------------- | ------------------------- | --------------------------------- | --------------------- |
| Nghệ sĩ trẻ hoạt động đột phá: Chi Pu | Ca sĩ mới nổi bật: Soobin Hoàng Sơn | Nghệ sĩ Underground được yêu thích nhất: Thái Vũ | Music Video ấn tượng của năm: Gửi anh xa nhớ - Bích Phương | Thanh Hằng                | Em là bà nội của anh              | Châu Bùi              |

### Hạng mục du lịch
| Địa điểm                       | Công trình                                                                           |
| ------------------------------ | ------------------------------------------------------------------------------------ |
| - Điểm đến tiềm năng: Phú Quốc | - Công trình giáo dục ghi dấu ấn trong năm: Trường tiểu học Lũng Luông - Thái Nguyên |

## 2017

### Hạng mục chính
| Thông điệp     | Top 5 đại sứ truyền cảm hứng | Top 10 nhân vật truyền cảm hứng |
| -------------- | --- | --- |
| Bình tĩnh sống | - Nghệ sĩ Quốc Tuấn và bé Bôm - Cụ Nguyễn Thị Xuân - Đội tuyển bóng đá nữ Việt Nam - Diễn viên, đạo diễn, nhà sản xuất Ngô Thanh Vân - Thủy Muối - Đội tuyển U23 Việt Nam | - Cụ Nguyễn Thị Xuân - Diễn viên, đạo diễn, nhà sản xuất Ngô Thanh Vân - Sơn Tùng M-TP - Min - Chi Pu - Only C - Changmakeup - Young Generation (Đội tuyển eSport) - 47 thầy giáo Tiểu học Tri Lễ - Trần Đặng Đăng Khoa |

### Hạng mục giải trí
| Nghệ sĩ đột phá                        | Nghệ sĩ nổi bật                           | Âm nhạc Underground                                                                 | Music Video                                               | Phim điện ảnh được yêu thích nhất | Phim truyền hình được yêu thích nhất |
| -------------------------------------- | ----------------------------------------- | ----------------------------------------------------------------------------------- | --------------------------------------------------------- | --------------------------------- | ------------------------------------ |
| Nghệ sĩ có hoạt động đột phá: Đức Phúc | Ca sĩ có hoạt động đột phá: Sơn Tùng M-TP | Sản phẩm âm nhạc Underground được yêu thích nhất: Túy Âm - Xesi, Masew, Nhất Nguyên | Music Video được yêu thích nhất: Lạc trôi - Sơn Tùng M-TP | Em chưa 18                        | Người phán xử                        |

### Hạng mục du lịch
| Địa điểm |
| --- |
| - Điểm đến nước ngoài được yêu thích nhất: Seoul - 10 Homestay, Guesthouse được yêu thích: - Nấp Saigon - Phơri's House - Lacasa Đà Lạt - Le Bleu - Yolo Camping - The Laban - Là Nhà - Đợi một người - Sapa Haven Camp - Moonrise Garden |

## 2018

### Hạng mục chính
| Thông điệp            | Top 5 đại sứ truyền cảm hứng | Top 10 nhân vật truyền cảm hứng |
| --------------------- | --- | --- |
| Mặt trời ẩn trong tim | - HLV Park Hang-seo và đội tuyển bóng đá nam quốc gia Việt Nam (vô địch AFF Cup 2018) - Bé Hải An và mẹ (hiến giác mạc) - Kiến trúc sư Phạm Đình Quý (5 năm xây 105 điểm trường cho trẻ em nghèo vùng cao) - H'Hen Niê (Top 5 Hoa hậu Hoàn vũ Thế giới 2018) - Anh Nghĩa Phạm và cậu bé xếp dép Thành Đạt | - Bé Hải An và mẹ (hiến giác mạc) - HLV Park Hang-seo và đội tuyển bóng đá nam Quốc gia Việt Nam (vô địch AFF Cup 2018) - Kiến trúc sư Phạm Đình Quý (5 năm xây 105 điểm trường cho trẻ em nghèo vùng cao) - H'Hen Niê (Top 5 Hoa hậu Hoàn vũ Thế giới 2018) - Châu Bùi (đại diện của thế hệ influencer hiện đại) - Thầy giáo Đặng Văn Cương và cậu bé tí hon K'Rể - Huỳnh Lập đại diện của thế hệ influencer hiện đại; - Hoa hậu chuyển giới Hương Giang - Justatee (nghệ sĩ Underground) - Đội tuyển Swing Phantom (đại diện thể thao điện tử Việt Nam ở bộ môn Liên Quân Mobile) |

### Hạng mục giải trí
| Nghệ sĩ đột phá                     | Nghệ sĩ nổi bật                            | Âm nhạc Underground                                                                          | Music Video                                                 | Phim điện ảnh được yêu thích nhất | Phim truyền hình được yêu thích nhất | Web drama được yêu thích nhất        |
| ----------------------------------- | ------------------------------------------ | -------------------------------------------------------------------------------------------- | ----------------------------------------------------------- | --------------------------------- | ------------------------------------ | ------------------------------------ |
| Ca sĩ có hoạt động đột phá: Đen Vâu | Nghệ sĩ có hoạt động nổi bật: Vũ Cát Tường | Sản phẩm Underground được yêu thích: MV Anh đếch cần gì nhiều ngoài em - Đen, Vũ, Thành Đồng | Music video được yêu thích: MV Chạy ngay đi - Sơn Tùng M-TP | Tháng năm rực rỡ                  | Gạo nếp gạo tẻ                       | Ai chết giơ tay - đạo diễn Huỳnh Lập |

### Hạng mục đời sống trẻ
| Trào lưu thu hút giới trẻ | Điểm check-in được yêu thích | Cụm từ/tiếng lóng của năm                              | Nhóm có ảnh hưởng tích cực đến cộng đồng                                                             |
| ------------------------- | ---------------------------- | ------------------------------------------------------ | --- |
| Chế ảnh "Chạy ngay đi"    | Cầu Vàng Đà Nẵng             | "Anh không ngại ra Hà Nội, anh chỉ cần một lí do thôi" | Dự án "Hãy lắng nghe câu chuyện của tôi" (hành trình chữa bệnh của 22 gia đình có con mắc bệnh hiếm) |

## 2019

### Hạng mục chính
| Thông điệp             | Top 5 đại sứ truyền cảm hứng                                                                             | Top 10 nhân vật truyền cảm hứng |
| ---------------------- | --- | --- |
| Điều phi thường nhỏ bé | - Ông Bùi Công Hiệp - Em Vì Quyết Chiến - Anh hùng khí hậu Hoàng Thị Minh Hồng - 1977 Vlog - Khang A Tủa | - 1977 Vlog - Em Vì Quyết Chiến - Rapper Đen Vâu - Đội tuyển Esport Team Flash (đại diện thể thao điện tử Việt Nam vô địch Arena of Valor World Cup 2019 và Arena of Valor International Championship 2019 ở bộ môn Liên Quân Mobile) - Giang Ơi - Ông Bùi Công Hiệp - Cụ Đỗ Thị Mơ - Ca sĩ Hoàng Thuỳ Linh - Cô giáo Trần Thị Thuý - Khang A Tủa |

## 2020

### Hạng mục chính
| Đề cử                                                           | Mô tả | Nhân vật truyền cảm hứng | Đại sứ truyền cảm hứng |
| --------------------------------------------------------------- | --- | ------------------------ | ---------------------- |
| Thủy Tiên                                                       | Nữ ca sĩ có hàng loạt hoạt động thiện nguyện ý nghĩa, đã kêu gọi quyên góp 150 tỷ cứu trợ đồng bào miền Trung bị bão lũ | Đoạt giải                |                        |
| Tập thể bác sĩ tuyến đầu chống dịch Covid-19 ở tâm dịch Đà Nẵng | Những anh hùng áo trắng nơi tuyến đầu, góp phần quan trọng khống chế thành công dịch Covid-19, cứu sống nhiều ca bệnh nguy kịch | Đoạt giải                | Đoạt giải              |
| Soytiet                                                         | Chàng trai chăn bò mồ côi trở thành "hiện tượng mạng" đình đám khiến nhiều sao quốc tế phát cuồng | Đoạt giải                |                        |
| Ekip phẫu thuật song nhi                                        | Ca mổ đầy cân não để trả lại hình hài, cuộc sống thực sự cho Trúc Nhi - Diệu Nhi | Đoạt giải                |                        |
| SofM                                                            | Game thủ 8 năm từ "thằng cu khu Cầu Giấy" đến nhà Á quân Chung kết Thế giới Liên Minh Huyền Thoại 2020 và mức lương 5,5 tỷ/tháng | Đoạt giải                | Đoạt giải              |
| Binz                                                            | Binz - Rapper, nghệ sĩ đình đám nhất Vpop hiện tại | Đoạt giải                |                        |
| Ekip chữa trị phi công người Anh                                | Câu chuyện 116 ngày kỳ diệu để giành giật với thần chết, tìm lại sự sống cho bệnh nhân 91 | Đoạt giải                |                        |
| Dế Choắt                                                        | Quán quân Rap Việt mùa đầu tiên - show âm nhạc Rap/Hip-hop trở thành hiện tượng hot nhất trong năm 2020 | Đoạt giải                |                        |
| Minh Hiếu - Tất Minh                                            | Câu chuyện lay động về một tình bạn đẹp đẽ và cả sự nỗ lực vươn lên của hai học sinh trên con đường học tập | Đoạt giải                |                        |
| Phan Thanh Miên                                                 | Chủ tịch xã qua đời vì nhiễm vi khuẩn khi đi ứng cứu người dân trong mưa lũ miền Trung | Đoạt giải                |                        |
| Nhóm Đuốc Mồi                                                   | Nhóm bạn trẻ đứng sau Việt Sử Kiêu Hùng - dự án phim dã sử đầu tiên của Việt Nam | Đề cử                    |                        |
| Lương Phi                                                       | Chàng trai mất một chân trở thành YouTuber tử tế | Đề cử                    |                        |
| PGS.TS Lê Thị Quỳnh Mai                                         | Phó Viện trưởng Viện Vệ sinh dịch tễ Trung ương, tổng chỉ huy của đơn vị nghiên cứu nuôi cấy và phân lập thành công chủng virus corona mới, tạo điều kiện cho việc xét nghiệm nhanh các trường hợp nhiễm                                                                                     | Đề cử                    | Đoạt giải              |
| Ekip Ghen Cô Vy                                                 | Dự án truyền thông sức khoẻ của Viện Sức khỏe nghề nghiệp và Môi trường Việt Nam, dự án bao gồm bài hát Ghen Cô Vy, video hoạt hình Ghen Cô Vy và "Vũ điệu rửa tay". Ghen Cô Vy được đánh giá như một cột mốc về cách truyền thông sức khoẻ cộng đồng sáng tạo, hiệu quả trong dịch Covid-19 | Đề cử                    |                        |
| Hà Ánh Phượng                                                   | Cô giáo Việt Nam đầu tiên vào Top 10 giáo viên toàn cầu - giải thưởng được coi là Nobel của ngành giáo dục | Đề cử                    |                        |
| Kao Siêu Lực                                                    | Ông chủ ABC Bakery - "Cha đẻ" bánh mì thanh long - một sáng tạo thú vị để giải cứu nông sản trong mùa dịch Covid-19 | Đề cử                    |                        |
| Cầu thủ Văn Quyết                                               | Cầu thủ đạt giải Quả bóng vàng Việt Nam 2020 | Đề cử                    |                        |
| Hoàng Tuấn Anh                                                  | "Cha đẻ" ATM Gạo, giúp người nghèo bị ảnh hưởng bởi dịch Covid-19 phần nào vượt qua khó khăn | Đề cử                    | Đoạt giải              |
| Jang Kều                                                        | Chủ tịch Quỹ Sống, người sáng lập dự án Nhà Chống Lũ | Đề cử                    | Đoạt giải              |
| Jesse Khánh Trần và Sơn Chu                                     | Hai chàng trai làm sneakers chống nước đầu tiên trên thế giới từ cà phê - nhựa/ Đồng sáng lập thương hiệu giày Rens Original tại Phần Lan. | Đề cử                    |                        |

## 2023

### Nhân vật và Đại sứ truyền cảm hứng
Khán giả bình chọn ra 10 Nhân vật truyền cảm hứng từ danh sách 23 Đại sứ truyền cảm hứng.
| Nhân vật truyền cảm hứng | Đại sứ truyền cảm hứng |
| - Rapper MCK - Đội ngũ truyền thông của Di tích Nhà tù Hỏa Lò - Rapper Hieuthuhai - Nghệ sĩ Chi Pu - Rapper Đen Vâu - Rapper Double2T - Hoàng Hoa Trung – Dự án nuôi em - Đội hỗ trợ sơ cứu Fas Angel - Streamer/Youtuber/Doanh nhân PewPew - Giám đốc sáng tạo Phương Vũ - Kỷ lục gia SEA Games Nguyễn Thị Oanh - Nghệ sĩ Hồ Ngọc Hà - Shipper nói tiếng Pháp Huỳnh Hữu Phước - Cô giáo "lái đò sông Đà" Quách Thị Bích Nụ - Nhóm nhạc Blouse Trắng – Những bác sĩ Sài Gòn hát vì bệnh nhân nghèo - Thầy giáo làm "MC đám cưới" Ngô Hồng Khiêm - Người mẫu Dahan Phương Oanh - Cô bé "bom hàng" hiếu thảo và chị chủ shop tốt bụng - Vinh Trần – Founder dự án "Ứng dụng công nghệ AI cho người trầm cảm" - Bệnh viện đồ da – Điểm tựa cho người yếu thế - Nhà thiết kế Duy Đào - Giám đốc sáng tạo Alex Fox - Đạo diễn Phạm Thiên Ân (Bên trong vỏ kén vàng) |                        |

### Giải trí
| E.P/ Album của năm | Ca khúc của năm |
| - 99% – MCK - Đánh đổi – Obito - Loi choi – Wren Evans - Ai cũng phải bắt đầu từ đó – Hieuthuhai - Ái – Tlinh - Vũ trụ cò bay – Phương Mỹ Chi - Đẹp – Mono - Yêu anh đi mẹ anh bán bánh mì – Phúc Du - Đan xinh in love – Binz - Minh tinh – Văn Mai Hương                | - Anh đã ổn hơn – MCK - Từng quen – Wren Evans - Nếu lúc đó – Tlinh, 2pillz - Nấu ăn cho em – Đen, PiaLinh - À lôi – Double2T, Masew - Ngày mai người ta lấy chồng – Anh Tú - Đưa em về nhàa – Grey D, Chillies - Anh là ngoại lệ của em – Phương Ly - Em đồng ý (I do) – Đức Phúc, 911 - Không ai khác ngoài em – Mỹ Mỹ |
| Liveshow/ Concert của năm | TVShow của năm |
| - Show của Đen – Đen Vâu - Chúng ta đều muốn một tour – Cá Hồi Hoang - Chân trời rực rỡ - The Glorious Horizon Concert – Hà Anh Tuấn - Live Concert 1589 – Trung Quân - Vietnamese Concert – Hoàng Thùy Linh                                                              | - 2 ngày 1 đêm (HTV7) – HTV, Đông Tây Promotion - Rap Việt (HTV2) – HTV, Vie Channel - The New Mentor (Youtube, ON Sports+) – DST Entertainment - Chị đẹp đạp gió rẽ sóng (VTV3) – VTV, STV Production - KOC Vietnam (Youtube) – VCCorp                                                                                  |
| Phim truyền hình của năm | Phim điện ảnh của năm |
| - Tết ở làng địa ngục (Netflix) – Trần Hữu Tấn - Gia đình mình vui bất thình lình (VTV3) – Nguyễn Đức Hiếu, Lê Đỗ Ngọc Linh - Chúng ta của 8 năm sau (VTV3) – Bùi Tiến Huy - Cuộc đời vẫn đẹp sao (VTV3) – Nguyễn Danh Dũng - Hoa hồng cho sớm mai (THVL1) – Võ Việt Hùng | - Kẻ ăn hồn – Trần Hữu Tấn - Lật mặt 6: Tấm vé định mệnh – Lý Hải - Nhà bà Nữ – Trấn Thành - Đất rừng phương Nam – Nguyễn Quang Dũng - Tro tàn rực rỡ – Bùi Thạc Chuyên |
| Nghệ sĩ có hoạt động nổi bật | Rising Artist (Nghệ sĩ đang lên) |
| - Chi Pu - Touliver - Diva Mỹ Linh - Trấn Thành - Hồ Ngọc Hà | - Hanbin Ngô Ngọc Hưng - Rhyder - Hoàng Hà - An Trần Saxophone - Dustin Tiêu |
| Ca sĩ/ Rapper có hoạt động đột phá | The New Producer (Nhà sản xuất mới) |
| - MCK - Wren Evans - Hieuthuhai - Tlinh - Mono - Grey D - Binz - Tăng Duy Tân - Văn Mai Hương - Hoàng Thùy Linh | - Kewtiie - 2pillz - WOKEUP - Lope Phạm - Shiki - itsnk - W/n - Machiot - Drum7 - Trid Minh |
| Màn kết hợp bùng nổ | |
| - Ca khúc Buồn hay vui – VSOUL, MCK, Obito, Ronboogz, Boyzed - Ca khúc À lôi – Double2T, Masew - Ca khúc Em đồng ý (I do) – Đức Phúc, 911 - Ca khúc Bật tình yêu lên – Hòa Minzy, Tăng Duy Tân - Album Minh tinh – Văn Mai Hương, Hứa Kim Tuyền                           | |

### GenZ Area
| - Last Fire Crew - Schannel - Antiantiart - Under The Hood - Welax | - Ocean M.O.B - Lô Cô Art Market - Fustic. Studio - Zorba Production - Fillinus |

| - Phê La - Artemis Pastry - Cà Rề Cafe - Blackbird Coffee - ZumWhere - Every Half Coffee Roasters - Okkio Caffe - Rang Rang Coffee - MONO Coffee Lab - Bakes French Pastry | - Toka Coffee - The Snug Table - Nuboko Sushi & Teppanyaki - NORIBOI - Jumarc Hanoi - TRE Dining - Luca - Eatery & Bar Lounge - Bambino Italian Restaurant - Etēsia • kitchen counter + wines - LABRI - Oriental Neo Bistro |

### Hạng mục khác
| Đơn vị vươn mình rực rỡ                                                                                              | Sự kiện của năm |
| \| - Vinamilk - Caty - Hảo Hảo - Coteccons - Viettel Money \| - TPBank - Saymee - VietinBank - HDBank - BIM Group \| | - Đội tuyển nữ Việt Nam lần đầu dự World Cup - VinFast chính thức niêm yết trên sàn chứng khoán Mỹ - Trung Nguyên Legend đưa cafe Việt Nam ra thế giới - An ninh mạng Viettel lần đầu tiên giành chức vô địch "Cuộc thi World Cup" của giới bảo mật |
| - Vinamilk - Caty - Hảo Hảo - Coteccons - Viettel Money                                                              | - TPBank - Saymee - VietinBank - HDBank - BIM Group |